# Caryophyllia zanzibarensis
Caryophyllia zanzibarensis är en korallart som beskrevs av Zou 1984. Caryophyllia zanzibarensis ingår i släktet Caryophyllia och familjen Caryophylliidae.
Artens utbredningsområde är Indiska oceanen. Inga underarter finns listade i Catalogue of Life.